# Pfaffia glomerata
La batatilla, batatita, batatilla de don Antonio, Ka'á pari-mirí, corango de batata o ginseng brasileño (Pfaffia glomerata) es una especie botánica de planta medicinal perenne endémica de Argentina, Bolivia, Brasil (en el Cerrado y el Gran Pantanal), Guyana, Venezuela, Guayana Francesa, Paraguay y Surinam.

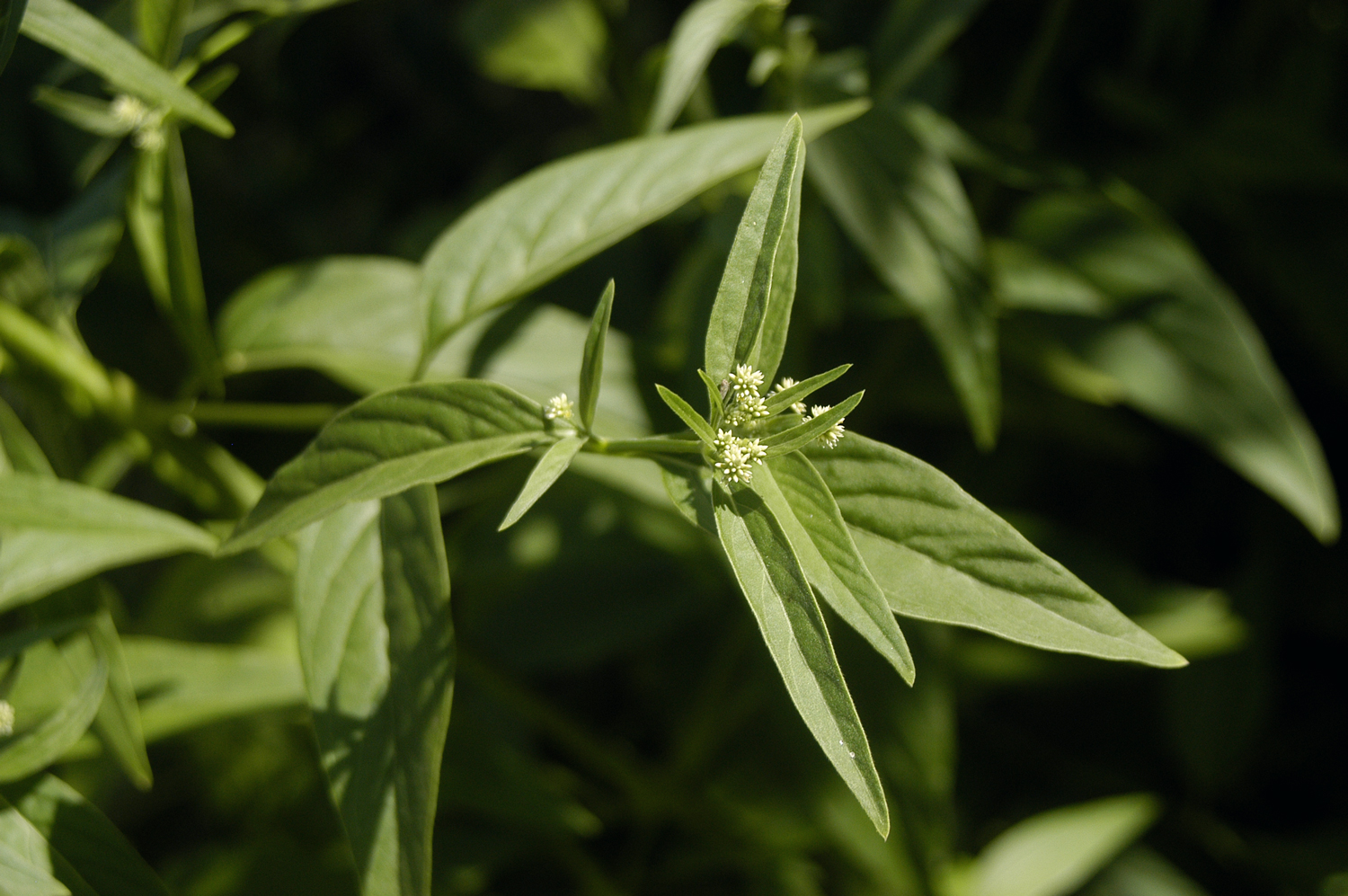
Hojas

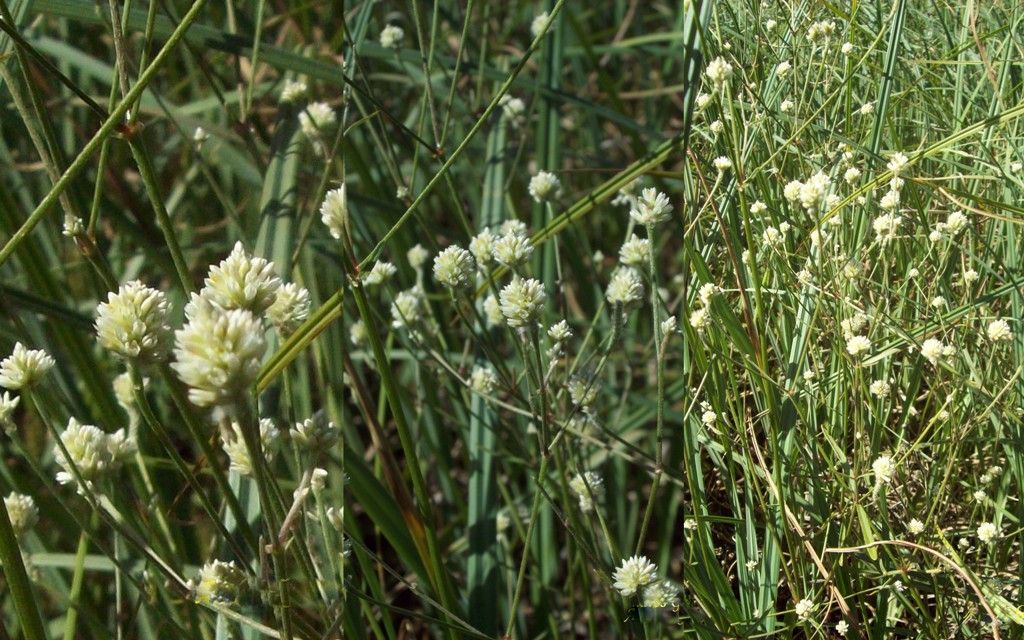
Vista de la planta

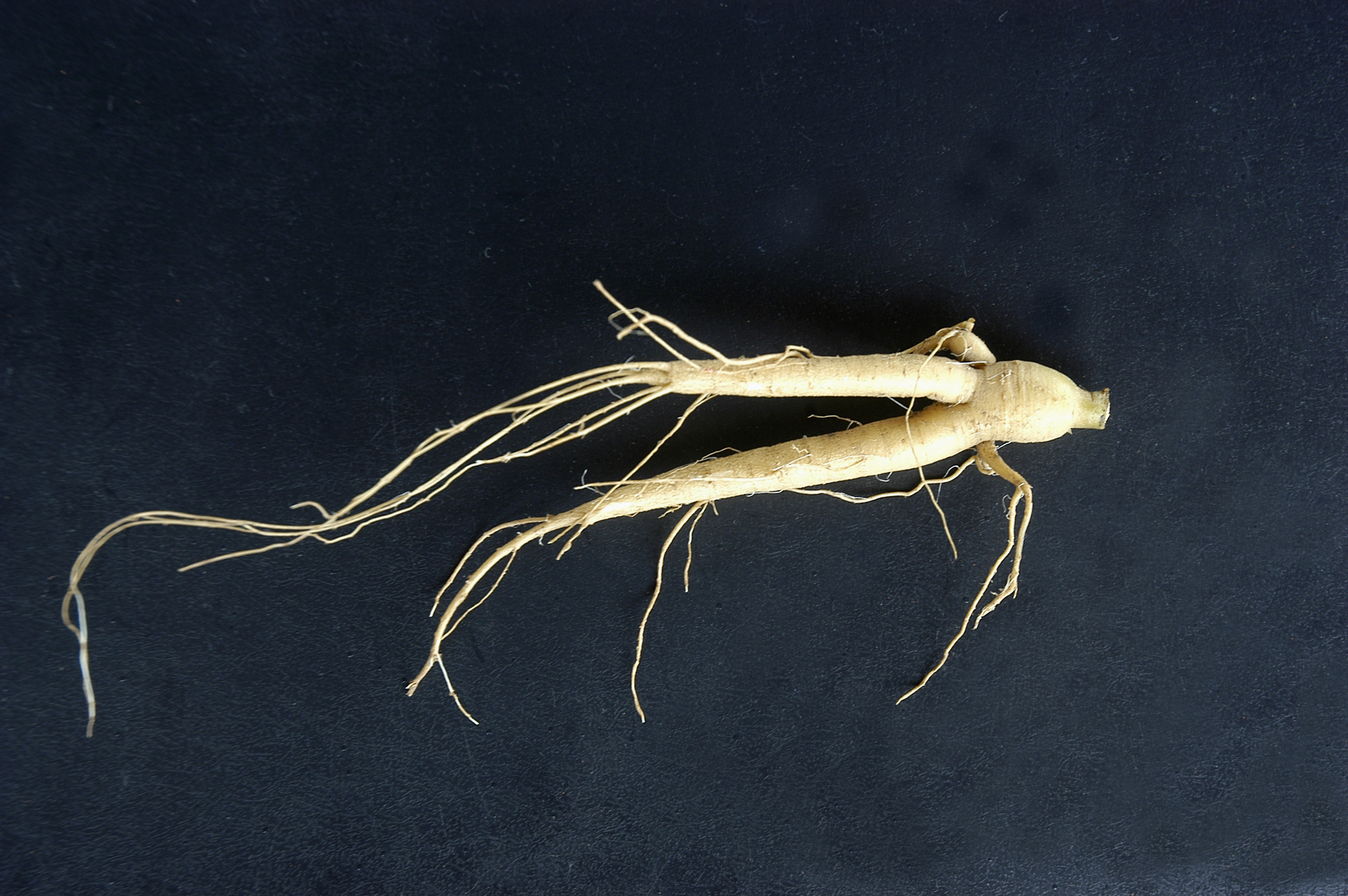
Raíz

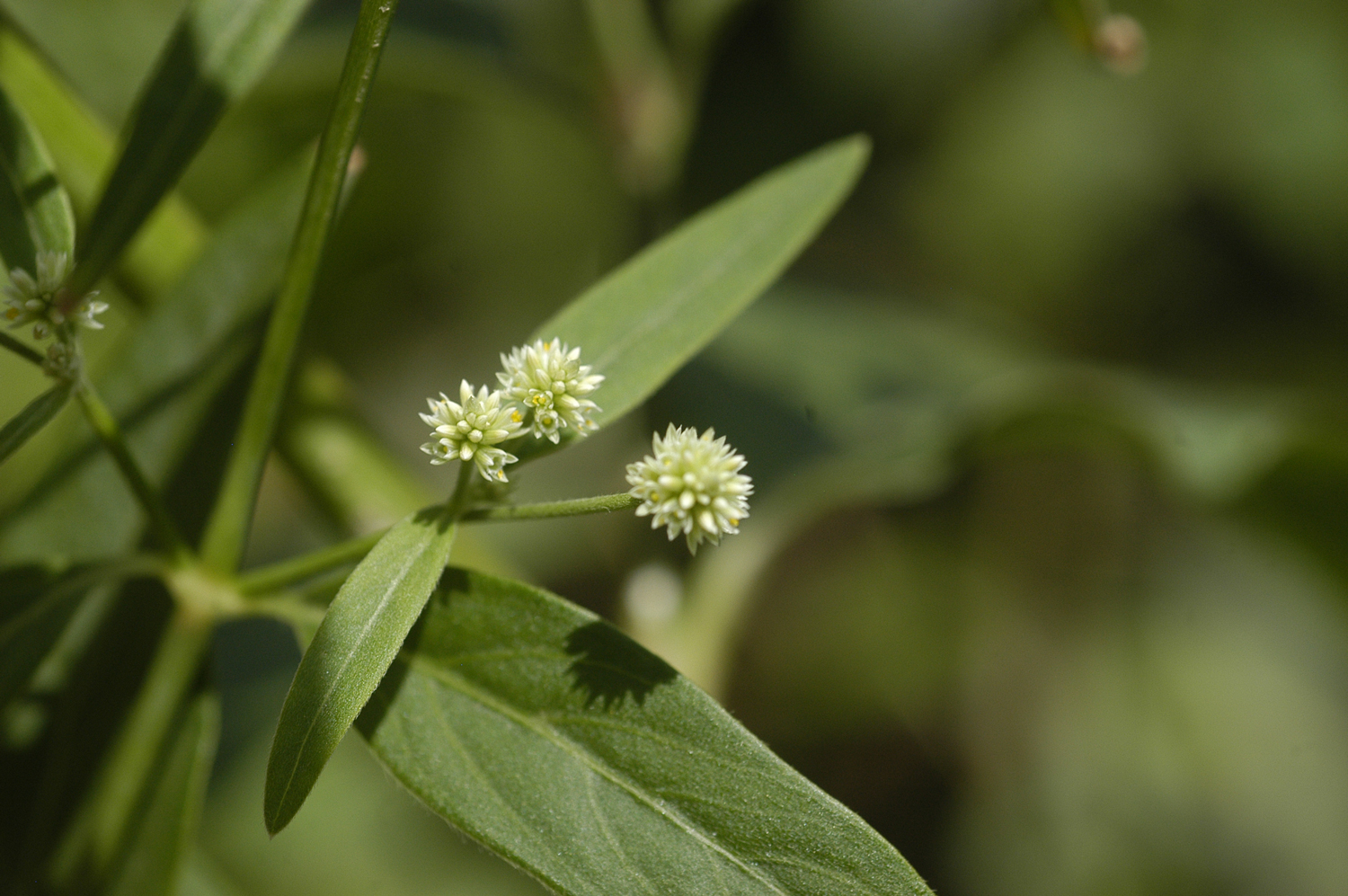
Flores

## Descripción
La raíz principal da raíces laterales, plagiótropas, y yemas formando brotes aéreos de renovales. De la raíz principal se genera un desarrollo secundario importante: un meristema lateral produce corteza xilemática hacia afuera, y tejido conjuntivo y cambium vascular hacia adentro. Cuando se produce cambium vascular, el meristema lateral de afuera de éste tiende a permanecer quiescente, y retorna a la gemación cuando el cambium vascular interno permanece menos activo. La presencia de mucho parénquima con almidón en la estructura hipersómica de raíz en Pfaffia glomerata, es una buena adaptación a la condición xérica.

## Uso medicinal
Es una herbácea con pocas exigencias en suelo y clima, crece en matas, en campos y a lo largo de cursos de ríos. Muy conocida comercialmente como batatilla y “ginseng de Brasil”, por su raíz parecida a un humano como pasa con la raíz del ginseng asiático, excepto esa semejanza nada de parentesco hay con el "ginseng coreano" (familias botánicas distintas, químicamente también). 
Ampliamente usada en general y por los pueblos originarios,  conocida como “paratodo”. Popularmente usada para aumentar la fuerza muscular; estimular apetito; diminuir temores; inhibe crecimiento de células tumorales; en irregularidades circulatorias, estress,  anemia. Mejora funciones cerebrales. 

### Constituyentes químicos
Rubrosterona, ácido oleanólico, b-glucopiranosil oleanolato, saponinas, ácido pfáfico (inhibidor de tumores y células malignas), ecdisterona, alantoína (cicatrizante), estigmasterol, germanio (oxigenación celular), sitolesterol, e b-ecdisona. 

### Propiedades medicinales
Afrodisíaca, analgésica, ansiolítica, anticancerígena, antidiabética, antiinflamatoria, antimicrobiana, antioxidante, anti-reumática, antitérmica, antitumoral, cicatrizante, estimulante de circulación periférica, estimulante de sistema linfático, hipocolesterolémica, imunoestimulante, leucocitogénica, miorrelajante, rejuvenecedora, revitalizante, tranquilizante, tónica general.

## Taxonomía
El género fue descrito por (Spreng.) Pedersen y publicado en Darwiniana 14: 450–453. 1967.
Sinonimia
| Alternanthera glauca Gomphrena dunaliana Moq. Gomphrena glauca Gomphrena luzulaeflora Gomphrena stenophylla Iresine glomerata Spreng. Iresine luzuliflora Mogiphanes dunaliana Mogiphanes glauca Pfaffia divergens | Pfaffia dunaliana Pfaffia glabrescens Pfaffia glauca Pfaffia iresinoides Pfaffia luzulaeflora Pfaffia vana S.Moore Pfaffia stenophylla Sertuernera glauca Sertuernera luzulaeflora Sertuernera luzuliflora Mart. |